# Fiadanana (Nosy Varika)
Pour les articles homonymes, voir Fiadanana.
Fiadanana est une commune rurale malgache située dans la région de Vatovavy.